# رود چیموره
رود چیموره (اسپانیایی: Río Chimoré‎) رودی است که به رود ماموره می‌ریزد. این رود از کشور بولیوی در شهرستان کوچوبامبا می‌گذرد.